# Aeroport T2 (metropolitana di Barcellona)
Aeroport T2 è una stazione della Linea 9 Sud della metropolitana di Barcellona entrata in servizio il 12 febbraio 2016. Il nome assegnato inizialmente nel progetto originale era Terminal actual.
La stazione costituisce anche interscambio ferroviario con la linea R2 Nord delle Rodalies de Catalunya ed è ubicata all'altezza dell'ingresso C-32B del Terminale T2 dell'Aeroporto di Barcellona-Josep Tarradellas. I marciapiedi di accesso hanno una lunghezza di 100 metri e sono raggiungibili con scale mobili e ascensori per persone a capacità motoria ridotta.
Secondo le previsioni iniziali, la stazione avrebbe dovuto entrare in servizio nel 2007 ma ritardi realizzativi e problemi economici ne hanno posticipato l'inaugurazione al 2016, con il resto della tratta sud della Linea 9.

## Accessi
- Terminale 2 dell'Aeroporto di Barcellona-El Prat